# Roberto Arzú
Roberto Arzú García-Granados (Ciudad de Guatemala, 15 de mayo de 1970) es un político y empresario guatemalteco.

## Biografía
Roberto Arzú es el primogénito del expresidente de Guatemala y también alcalde de la Ciudad de Guatemala Álvaro Arzú Irigoyen y su primera esposa Sylvia García Granados. Arzú inició su carrera política en la Liga Juvenil del Partido de Avanzada Nacional (PAN), fundado por su padre. A fines de la década de 1990, Arzú se desempeñó como presidente de Comunicaciones FC entre 1994 a 2006. Arzú es propietario de varias empresas que abarcan desde productos farmacéuticos hasta restaurantes y campos de fútbol.
En 2017, fue nombrado Embajador Comercial Honorario en América del Sur por el presidente Jimmy Morales, dejando el cargo en 2018.

## Carrera política
Se postuló como candidato presidencial en las elecciones de 2019 mediante una coalición entre los partidos de derecha Partido de Avanzada Nacional (PAN) y Podemos. Inicialmente partió como uno de los favoritos de la elección, aunque finalmente quedó en quinto lugar.
Arzú fue un opositor al gobierno de Alejandro Giammattei. Se presentó de nuevo a las elecciones de 2023, esta vez únicamente por el partido Podemos. Eligió como compañero de fórmula a David Pineda, un antiguo abogado del expresidente Alfonso Portillo. Sin embargo, pese a que fue inscrito por el Tribunal Supremo Electoral, el partido Frente de Convergencia Nacional se opuso a su inscripción indicando que Arzú había incurrido en «campaña anticipada». El Tribunal Electoral aceptó dicho recurso y revocó la candidatura de Arzú bajo el argumento de que el partido Podemos no había cancelado una multa de $50 mil dólares, Arzú apeló la decisión del Tribunal, también presentó pruebas de que dicho monto había sido cancelado y pese a que el Tribunal Electoral reconoció la veracidad de dichas pruebas, se negó a reinscribir a Arzú, por lo que revocatoria de su candidatura es un tema controvertido recurrente durante la campaña electoral de 2023. A partir de ese evento, Arzú se ha mostrado a hacer "alianzas" con partidos de la oposición y se ha solidarizado con otros políticos opositores que no fueron inscritos por el Tribunal Supremo Electoral.

## Posiciones políticas
Durante su campaña de 2019, Arzú empleó una retórica nacionalista y populista, usando el lema "Hacer Grande Guate" inspirado en el lema de campaña del presidente estadounidense Donald Trump "Make America Great Again".
Afirma no pertenecer a ninguna corriente ideológica, pero se considera conservador. Insiste especialmente en cuestiones de seguridad, proponiendo sacar el ejército a la calle, reclutar más policías, reinstaurar la pena de muerte y pedir ayuda a Estados Unidos, Israel o Taiwán en inteligencia militar. Promete reducir el precio de los medicamentos en un 50% y crear un millón de puestos de trabajo. También se opone a la legalización del matrimonio para las parejas homosexuales y al derecho al aborto.
Inicialmente, se opuso a la comisión anticorrupción CICIG (Comisión Internacional contra la Impunidad en Guatemala). Aunque en 2023 se retractó de sus posiciones en contra de la CICIG y reconoció su trabajo.